# Ejército Libre Sirio
El Ejército Libre Sirio (en árabe: الجيش السوري الحر‎, Al-Ŷayš as-Suri al-Ħurr), también llamado Movimiento de Oficiales Libres (en árabe: حركة الضباط الأحرار‎) es el nombre referente al conjunto de grupos armados quienes bajo lealtad jurada al Consejo Nacional Sirio o simpatía a la llamada  Revolución siria - un nombre que la oposición utiliza para designar a la guerra civil siria - luchaban contra las Fuerzas Armadas Árabes Sirias y militares leales al gobierno del ex-presidente sirio Bashar Al Assad. El Ejército Libre Sirio, estaba formado por desertores sunitas de las Fuerzas Armadas Árabes Sirias y por mercenarios.
La formación de un grupo de oposición en el seno del ejército fue anunciado el 29 de julio de 2011 en un vídeo publicado por un grupo de desertores uniformados de las fuerzas castrenses sirias, que hacían un llamamiento a otros miembros del ejército para que desertaran y se unieran a ellos.
Su líder, que se identificó como el Coronel Riyad al-Asad, anunció que el ELS colaboraría con los manifestantes para derrocar el sistema y declaró que todas las fuerzas de seguridad sirias que atacaran a los civiles serían blancos justificados.
Según las propias palabras del Coronel Riyad al-Asad, el ELS no tiene otro objetivo político que la liberación de Siria de las manos del gobierno de Bashar Al-Asad.
El Ejército Libre de Siria ha afirmado también que el conflicto no es sectario, que en sus filas hay alauíes (secta musulmana a la que pertenece la Familia Assad) que se oponen al gobierno, y que no habrá represalias cuando este sea derrocado. A pesar de esto las pruebas de que existan minorías religiosas en sus filas son bastantes dudosas
El 23 de septiembre de 2011, el ELS se fusionó con el Movimiento de Oficiales Libres (en árabe: حركة الضباط الأحرار‎, ħarakat al-ḍubbaṭ al-aħrar) convirtiéndose así en la principal grupo armado opositor al gobierno sirio.
En octubre de 2011, se especulaba que supuestamente entre 15 000 y 20 000 militares sirios habían desertado, aunque no todos los desertores han optado por unirse al ELS.
De acuerdo a su líder, el Coronel Al-Asad, en noviembre de 2011, el ELS ganaba de 100 a 300 miembros cada vez que organizaba un ataque. Sus combatientes han participados en las batallas de la ciudad de Deir ez-Zor en el este de Siria, en la ciudad portuaria de Latakia, en la provincia norteña de Idlib, en el área sureña de Daraa —donde el levantamiento vio la luz—, en los suburbios de la capital, Damasco, en la ciudad de Aleppo y en las ciudades de Homs y Hama, en el centro del país, así como en el cantón de Cizire.

## Información
Los insurgentes reciben entrenamiento y asesoramiento en campos de entrenamiento clandestinos en territorio turco y jordano, por agentes de los servicios secretos, ejércitos y miembros de las fuerzas especiales de los mismos, además de partidarios extranjeros provinientes de naciones como Turquía, Arabia Saudita, Kuwait, Catar y Jordania, y cuentan con el respaldo y financiamiento directo del gobierno de Estados Unidos. El grupo recibe armamento, soporte económico y equipamiento principalmente de Turquía, Catar, Estados Unidos y Arabia Saudita, también ocasionalmente logran apoderarse de armamento capturado del propio ejército árabe sirio o milicias pro-gubernamentales. Son entrenados para el combate, y su modelo de lucha armada se basa en el modelo de guerra de guerrillas, especialmente se preparan para la guerra en combates urbanos, y reciben instrucciones variadas para ello, incluso para fabricar armamento casero como explosivos y morteros como el Hell Canon, consiguiente a esto el ejército Libre Sirio combate como cualquier otro grupos insurgentes árabe-sirios.
El grupo armado afirma que lucha contra las bandas pro-gubernamentales y el mismo ejército sirio, al mismo que acusa de masacrar y atacar a la población civil indiscriminadamente. Además ataca a los cabecillas o comandantes, y alienta tanto a los soldados del mismo ejército sirio como a los civiles de unirse al grupo. A pesar de esto, las acusaciones de violencia sectaria, ataques indiscriminados contra civiles y actos vandálicos de su mano, provenientes principalmente de sectores contrarios al ELS; nunca han parado de surgir y conocerse desde el comienzo de la guerra. Uno de los más recientes tuvo lugar el 1 de junio de 2018 en Latakia, donde al menos 4 soldados del ejército sirio y 22 civiles perdieron la vida por un ataque con 2 cohetes antitanque provenientes de zonas insurgentes en el norte de la ciudad.

## Historial en combate

### 2011

#### Septiembre
A finales de septiembre, las fuerzas del gobierno sirio, apoyadas por tanques y helicópteros, llevó a cabo una gran ofensiva sobre la ciudad de Al-Rastan , que había sido controlada por la oposición en las últimas dos semanas. El batallón Al-Harmoush también dijo supuestamente haber matado a 80 soldados leales en la lucha. Un oficial del ELS afirmó que más de cien oficiales habían desertado, así como miles de reclutas, a pesar de que muchos habían pasado a la clandestinidad o al hogar a sus familias, en lugar de luchar contra las fuerzas leales. La lucha entre las fuerzas gubernamentales y el ejército sirio libre fue la acción más larga y más intensa hasta el momento. Después de una semana de combates, la FSA se vio obligado a retirarse de Rastan. [cita requerida]
Para evitar a las fuerzas del gobierno, el líder del ESL, el coronel Riyad Asad, se retiró a la frontera con Turquía.[cita requerida]
A mediados de octubre, los enfrentamientos entre leales y unidades del ejército que han desertado se informan con bastante regularidad.[cita requerida]

#### Octubre
El 13 de octubre, se registraron enfrentamientos en la ciudad de Harra, en el sur de Siria, que dieron lugar a la muerte de dos rebeldes y seis soldados leales, de acuerdo a las informaciones del Observatorio Sirio para los Derechos Humanos con la sede en Londres. También se informó de enfrentamientos con un total de 14 víctimas mortales, incluidos rebeldes, leales y civiles. Unos días después, el 17 de octubre, cinco soldados del gobierno murieron en la ciudad de Qusair, cerca de la frontera con el Líbano, y se informó de 17 personas heridas en las batallas con los desertores en el pueblo de Hass, aunque no está claro si dicha cifra incluye a civiles. [cita requerida]
Según la organización con sede en Londres, se estima que 11 soldados del gobierno murieron ese día, cuatro de ellos asesinados en un atentado, no estando claro si los desertores vinculados a estos incidentes estaban relacionados con el Ejército Libre de Siria.[cita requerida]
El 20 de octubre, la oposición afirmó que se produjeron enfrentamientos entre partidarios y desertores en Burhaniya cerca de Homs, lo que condujo a la muerte de varios soldados y la destrucción de dos vehículos militares.[cita requerida] Los enfrentamientos se produjeron en el noroeste de la ciudad Maarat al-Numaan el 25 de octubre entre los partidarios del gobierno y los soldados desertores de un retén en las afueras de la ciudad. Los desertores lanzaron un asalto contra un control de carretera del gobierno en represalia contra un ataque a sus posiciones de la noche anterior.  El día siguiente, la oposición afirmó que nueve soldados murieron por una granada propulsada al chocar contra un autobús en el pueblo de Hamrat, cerca de Hama. Los hombres armados que atacaron el autobús se cree que eran desertores del ejército. [cita requerida]
Opositores afirmaron que 17 soldados pro-Asad murieron en Homs el 29 de octubre en la lucha con desertores del ejército, entre ellos un oficial de alto rango. Dos vehículos blindados fueron destruidos en los combates. Más tarde, ese número se incrementó 20 soldados sirios muertos y 53 heridos, según la Agencia France Presse. [cita requerida]
En un incidente separado, 10 agentes de seguridad y asesinados en un autobús en una emboscada cerca de la frontera con Turquía, según informaron los activistas, informa AFP. El Observatorio dijo que el autobús transportaba a los agentes de seguridad entre los pueblos de Al-hábito y Kafrnabuda en la provincia de Idlib cuando fue emboscado "por hombres armados, probablemente desertores".[cita requerida]

#### Noviembre
El 1 de noviembre, "decenas" de vehículos blindados supuestamente se reunieron en un pueblo de la Kafroma en Idlib, donde desertaron los soldados (no se sabe si están asociados con el Ejército sirio Libre),y al parecer mataron a un número desconocido de soldados sirios.[cita requerida]
El 16 de noviembre el autodenominado Ejército Libre Sirio atacó el cuartel de la Inteligencia de la Fuerza Aérea con cohetes y ametralladoras.

### 2012

#### Julio
El Ejército Libre de Siria atacó Damasco para intentar derrocar al presidente Bashar Al-Asad. Asimismo, lanzó una ofensiva generalizada contra Alepo.
El ESL tomo control de varios pasos fronterizos con Irak y Turquía en el processo de eso fue reportado que conductores de camiones turcos tuvieron sus cargos y vehículos robados por soldados del ESL. El diario español, El País, reportó que después de tomar un puesto de policía y aduana soldados de ESL detuvieron al coronel sirio que mandaba el puesto fronterizo, y a continuación le cortaron los brazos y las piernas. El viceministro iraquí de Interior, Adnan al-Assadi, dijo que había recibido informes que después de tomar el puesto de aduana soldados del ESL "ejecutó a 22 soldados del Ejército sirio que se habían rendido] bajo la mirada de los soldados iraquíes."

### Septiembre
El 22 de septiembre, la cúpula militar del ESL se trasladó de Turquía a las zonas "liberadas" del norte de Siria. Aunque en esta misma fecha se reportó en varias web no alineadas a los medios masivos de comunicación, la inquietante versión de que los rebeldes sirios eran apoyados por mercenarios extranjeros contratados por potencias de la otan. Y que las matanzas y ataques a civiles eran propiciados por estos mercenarios.

### Octubre
El Ejército Libre Sirio ha tomado el control de la ciudad de Maarat al Neman, en la provincia de Idleb.
Tras dos días de intensos enfrentamientos, los rebeldes han conseguido asaltar todos los puestos militares de la ciudad menos uno. Por otro lado, si el Ejército Libre Sirio consigue hacerse con el control de la otra ciudad, Jan Shijun, aislaría definitivamente a las tropas de Al Asad desplegadas en Alepo.

### 2014

#### Junio
Fue disuelto el Consejo Militar Supremo del ESL//FSA por Corrupción.
El “gobierno” de la oposición siria ha disuelto el Consejo Militar Supremo del Ejército Sirio Libre (ESL), un grupo militante que lucha contra las autoridades sirias, bajo la acusación de corrupción, según un comunicado difundido el viernes.
La decisión se produjo el viernes, poco después del anuncio de la Casa Blanca de que había pedido al Congreso de EE. UU que autorizara un presupuesto de 500 millones de dólares para “entrenar y equipar” a la oposición armada siria, que lucha contra el Ejército sirio.
“El jefe del gobierno provisional Ahmad Tahmé ha decidido disolver el Consejo Militar Supremo y llevar a sus miembros ante el comité de control financiero y administrativo para ser objeto de una investigación”, según un comunicado del “gobierno” difundido a través de su página de Facebook.
“El jefe del Estado Mayor, general de brigada Abdel Ilah al Bashir, ha sido destituido”, según el texto que llama “a las fuerzas revolucionarias efectivas sobre el terreno en Siria a formar un consejo de defensa militar y a una re-estructuración total del Estado Mayor de aquí a un mes.”

#### Agosto
El Ejército Sirio Libre, la organización “moderada” apoyada por EE. UU en el conflicto sirio, se ha convertido ya desde hace mucho tiempo en irrelevante. El grupo ha continuado siendo financiado por EE. UU, pero su tiempo parece ya terminado.
Ahora, el ESL podría perder su última posesión urbana, lo cual le dejaría con solo unas pocas zonas rurales junto a la frontera jordana, señala un reciente informe del diario norteamericano McClatchy.
Este territorio urbano, de unos 5 km de extensión al norte de la ciudad de Alepo, sufre ataques aéreos regulares de la Fuerza Aérea siria y las tropas terrestres se están acercando al mismo. Su toma significaría el corte de la única línea de abastecimiento que discurre hacia Turquía.
La posición del ESL en Alepo se deterioró notablemente después de que las tropas sirias tomaran la Ciudad Industrial Sheij Nayyar en Alepo. Los contraataques rebeldes no lograron expulsar al Ejército sirio de este importante y estratégico punto y los bombardeos aéreos causaron fuertes bajas entre las formaciones del grupo, reconocieron recientemente sus comandantes.
La desaparición del ESL en Alepo llevará a que el grupo no tenga ya una presencia significativa en ninguna ciudad siria, lo cual supondrá también un golpe psicológico a una organización que se halla ya en vías de desaparición. “Si nuestra posición en Alepo cae, será una gran pérdida porque es la única ciudad en manos del ESL. El resto es sólo zona rural”, dijo Hussam Murai, portavoz del frente norte del ESL.
El ESL llevó a cabo en el oeste de la ciudad un ataque la pasada semana para capturar la Academia Militar de Alepo. Los militantes esperaban que al capturar la instalación, esto obligaría a las fuerzas gubernamentales a enviar refuerzos desde el este para proteger las áreas del oeste de la ciudad bajo su control. El ataque, sin embargo, terminó en una catástrofe. Los rebeldes fueron sometidos a intensos ataques aéreos que les impidieron moverse y les causaron fuertes bajas.
Al este, el Ejército sirio lucha para tomar el área comprendida entre dos puntos que ya están en su poder: la ciudad industrial y el distrito de Al Haidariah. El ESL controla esa zona, que se extiende unos cinco kilómetros. Si las tropas gubernamentales la toman, cortarán las líneas de suministro que discurren hacia Turquía e impondrán un tipo de asedio a la ciudad similar al que llevó a la rendición de los grupos armados en Homs hace dos meses.
Esta área está privada de edificios, lo cual impide que los militantes del ESL lleven a cabo tácticas de guerrilla urbana. El gobierno ha utilizado artillería y aviación así como misiles Scud contra las formaciones rebeldes expuestas, causando la muerte a un gran número de militantes.
Si el área es finalmente liberada por el Ejército, la situación de los rebeldes en la ciudad se hará imposible de mantener, señalan los portavoces del ESL.
Para empeorar las cosas para el ESL, su alianza con el Frente al Nusra, vinculada a Al Qaida, se ha deteriorado después de que este último haya proclamado un emirato. Portavoces del ESL dijeron que en cualquier momento podría producirse un combate entre los dos grupos en Alepo. Por su parte, el Estado Islámico continúa atacando a los militantes del ESL en la campiña de Alepo.

## Estructura de mando

### Comando Central
- El coronel Riyad al-Asad, comandante en jefe (Herido de gravedad en un atentado en la ciudad de Mayadin).
- El coronel Ahmed Hijazi, subcomandante en jefe.

### Comando de campo
- El teniente coronel Abdul Satar Yunsu, comandante del batallón Hamza Jatib.
- El capitán Ibrahim Majbur, comandante del batallón de Hurriya.
- El capitán Ahmad Riyad, comandante del batallón de Samer Nunu.
- El capitán Ayham al-Kurdi, comandante del batallón Qashoush.
- El capitán Qais Qata'neh, comandante del batallón de Omari.
- El capitán Abdelaziz Tlass, comandante del batallón Khalid Bin Walid.
- El teniente Mazen al-Zein, comandante del batallón de Qassam
- Maher Al-Rahmoun, comandante del batallón Moawiyah Bin Abi Sufian.
- Ammar Al-Wawi, comandante del batallón Ababeel
- Youssef Yahya, comandante del batallón Harmoush.
- Muhammad Tayseer Ousso, comandante del batallón Suqur.
- Wassim Al-Khalid, comandante del batallón Abu Obeidah Al-Jarrah

### Batallones
A partir de octubre de 2011, el Ejército Libre de Siria de acuerdo con su comandante adjunto lo componen veintidós batallones. 
Los batallones se distribuyen en todo el país entre las trece gobernaciones. Los batallones son: 
- Khalid bin Walid (Homs)
- Hamza Al-Jatib (Idlib)
- Al-Harmoush (gobernación de Idlib)
- Salaheddine Al-Ayoubi (Yisr al-Shugur)
- Qashoush (Hama)
- Aboul Fidaa (gobernación de Hama)
- Saad Bin MoAZ (provincia de Hama)
- Moawiyah Bin Abi Sufian (Damasco)
- Abu Obeidah bin Al-Jarrah (gobernación de Damasco)
- Houriyeh (Aleppo)
- Ababeel (provincia de Aleppo)
- Omari (Daraa/Hauran)
- Sultán Al-Atrash Pasha (As-Suwayda)
- Qassam (Jableh)
- Suqur (Latakia)
- Samer Nunu (Baniyas)
- Mishaal Tammo (Qamishli)
- Odai Al-Tayi (Hasaka)
- Omar Ibn al-Khattab (Deir ez-Zor)
- MoAZ Al-Raqad (provincia de Deir ez-Zor)
- Allahu Akbar (Abu Kamal)
- Ahmad Al-Nayif Sukhni (Al Raqa)